# James Marriott (músico)
James William Marriott (nacido el 7 de julio de 1997) es un músico, youtuber y streamer inglés. Nacido en Suiza, Marriott creció en Buckinghamshire y se interesó por la música por primera vez después de asistir a un concierto tributo a ABBA cuando era niño. Primero llamó la atención por sus cáusticos comentarios en YouTube y por sus transmisiones en vivo en Twitch, y lanzó su sencillo debut «Slow Down» en mayo de 2020, seguido de los EP No Left Brain y Bitter Tongues. Lanzó su álbum debut Are We There Yet? en 2023, que se ubicó en el puesto 17 en la lista de álbumes del Reino Unido. Marriott cita a Foals and The Strokes como sus principales influencias, y su música se describe generalmente como indie rock.

## Biografía

### Primeros años de vida y redes sociales
James William Marriott nació en Suiza el 7 de julio de 1997 y creció en Buckinghamshire. Marriott se interesó por la música desde muy joven y su padre era pianista. Asistió a la Bishop Wordsworth's School, a la que asistió desde 2008, el mismo año en que comenzó a subir animaciones a Internet; en 2012, se había diversificado y subía vídeos de su trabajo acústico instrumental. Continuó sus estudios de lenguas modernas en el University College de Londres, y pasó seis meses del curso en Granada, España, lo que le permitió dominar el trilingüe español y portugués, así como su lengua materna, el inglés.
Mientras estaba en la universidad, Marriott llamó la atención por su canal de YouTube como comentarista de música y cultura popular, por el que atrajo a más de dos millones de seguidores; en una entrevista de agosto de 2023 con Dork, describió su contenido durante este período como «burlarse de la música de otros YouTubers». También formó parte de un grupo de YouTube en 2020, los Eboys, con ImAllexx, WillNE y Memeulous durante el inicio de la pandemia de COVID-19. El grupo también presentó un pódcast con el mismo nombre. También consiguió seguidores como streamer en vivo en Twitch.

### No Left Brain,Bitter TonguesyAre We There Yet?
Marriott lanzó su primer sencillo, «Slow Down», inspirado en el yacht rock, en mayo de 2020, e incluso la llamó «horrenda». Luego lanzó el sencillo «Him», que apareció en su EP de enero de 2021, No Left Brain, que estaba más basado en la guitarra. En julio de 2021, lanzó el sencillo «Wake Up!», que GoldenPlec describió como una combinación de «rock alternativo angustioso» e indie rock, y en 2022 lanzó su segundo EP, Bitter Tongues, que presentó los sencillos lanzados anteriormente «Gold» y «Sleeping on Trains», apoyados con el Bitter Tour en febrero de 2023. El Neighborhood Weekender Festival de Warrington describió el EP como «una pieza musical teatral que incluye géneros en la que James aborda su propia angustia, sexualidad, amor y su identidad creativa en las redes sociales».

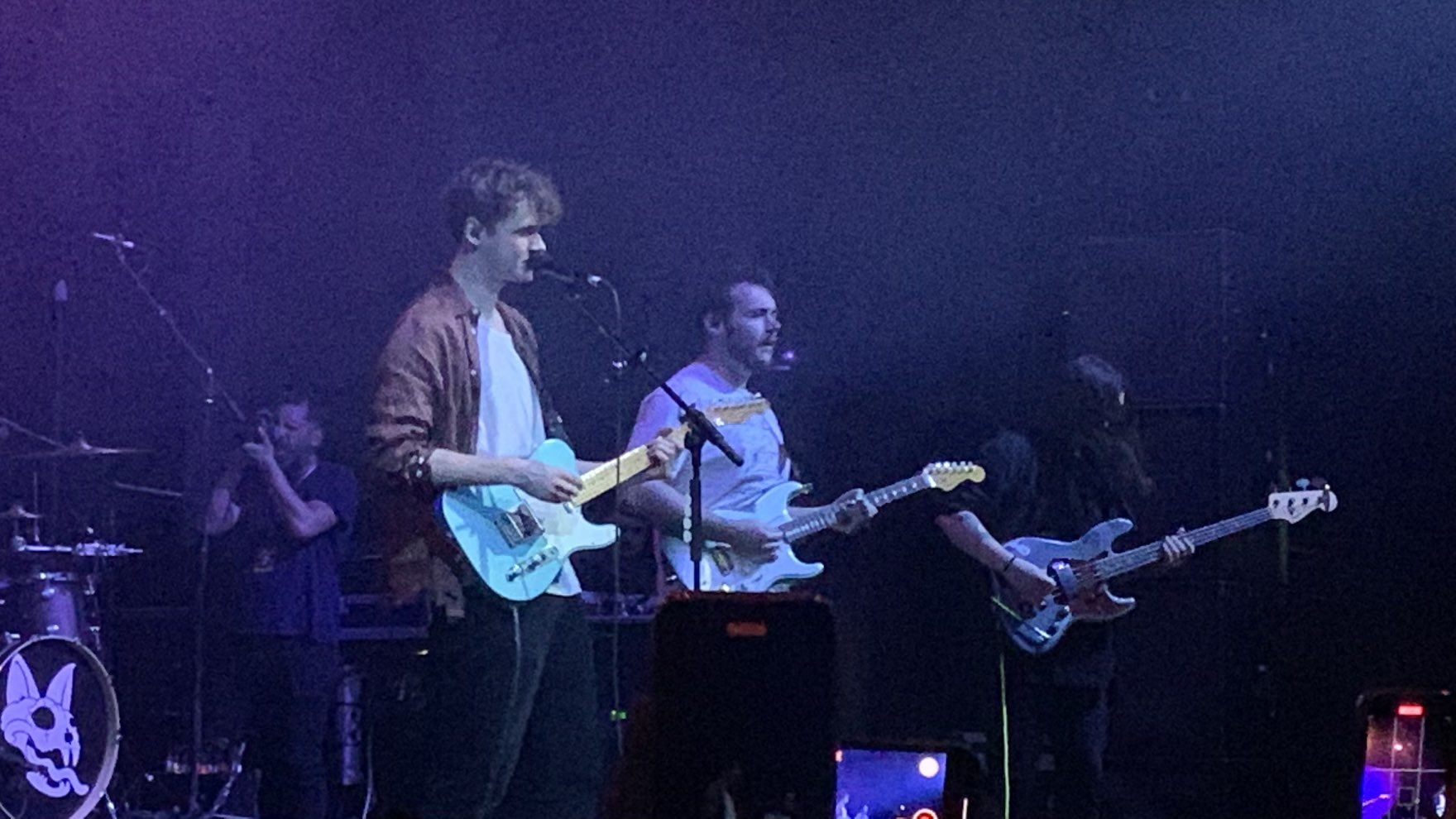
James Marriott, actuando con Lovejoy, 2023 en Electric Brixton.

En marzo de 2023, anunció su álbum Are We There Yet?, apoyó a Jake Bugg en el Royal Albert Hall para Teenage Cancer Trust, y apoyó a Lovejoy en la gira. En mayo de 2023, actuó en el The Great Escape Festival anual de Brighton, y más tarde ese mes, se anunció que apoyaría a Lewis Capaldi en un set acústico en junio de 2023, aunque Capaldi más tarde canceló el concierto debido a su mala salud mental. En julio de 2023, Marriott anunciaría las fechas de su primera gira por Australia, realizando dos espectáculos en Sídney y Melbourne respectivamente.
Luego, Marriott lanzó los sencillos «So Long» y «Romanticise This», este último un tema profundamente personal sobre la ideación suicida, después de lo cual actuó en el Festival de Reading y Leeds de agosto, en el que debutó. «Don't Blame Me», que se estrenó en octubre de 2023. El mes siguiente, anunció fechas para una gira por el Reino Unido y Europa, y lanzó Are We There Yet? («Ya llegamos?»), que tomó su nombre de una frase habitual suya durante los viajes en coche con su familia y narraba un hipotético regreso a España, y que se ubicó en el puesto 17 en la lista de álbumes del Reino Unido. El álbum fue producido y escrito en estrecha colaboración con el guitarrista rítmico y tecladista de la banda de Marriott, Jono Suter, así como con Aleksi Kiiskinen. En febrero de 2024, se anunció que Marriott actuaría en los festivales de Reading y Leeds de 2024, en el escenario de BBC Radio 1.

## Arte
Inicialmente, Marriott «se enamoró perdidamente de la música» después de asistir a un concierto tributo a ABBA con su familia cuando era niño. En una entrevista de agosto de 2023 con Dork, Marriott citó a Foals, The Strokes, Bloc Party y Kelly Clarkson como influencias, esta última por lo «directo» de su producción vocal, y afirmó que muchas de sus inspiraciones provinieron de videojuegos que jugaba, describiéndose a sí mismo como «en algún lugar entre Guitar Hero III: Legends of Rock y cualquier banda sonora de FIFA entre '06 y '13». También afirmó que le gusta «tener coros que sientan a Sam Fender», así como el hecho de que cree que Jacob Collier tiene «una forma interesante de escribir melodías» y quería que el público en sus shows se sintiera como él al ver a Delta Sleep interpretar «The Detail». Marriott también declaró que asistió a un concierto de Dodie que «lo hizo enamorarse de tener un cuarteto de cuerda en lugar de música independiente». James Wilkinson de AllMusic escribió que Marriott produjo «indie rock inspirado en Foals y Strokes». Sus primeros trabajos con la guitarra se inspiraron en Rodrigo y Gabriela, un dúo flamenco inspirado en la música metal. Al hablar con Official Charts Company, Marriott comparó su canción «Denial» con «Mountains» de Biffy Clyro, «Sex» de The 1975 y «la hizo para que el oyente sintiera cómo podría hacerlo cuando se enciende «Mr. Brightside» de The Killers».

## Miembros

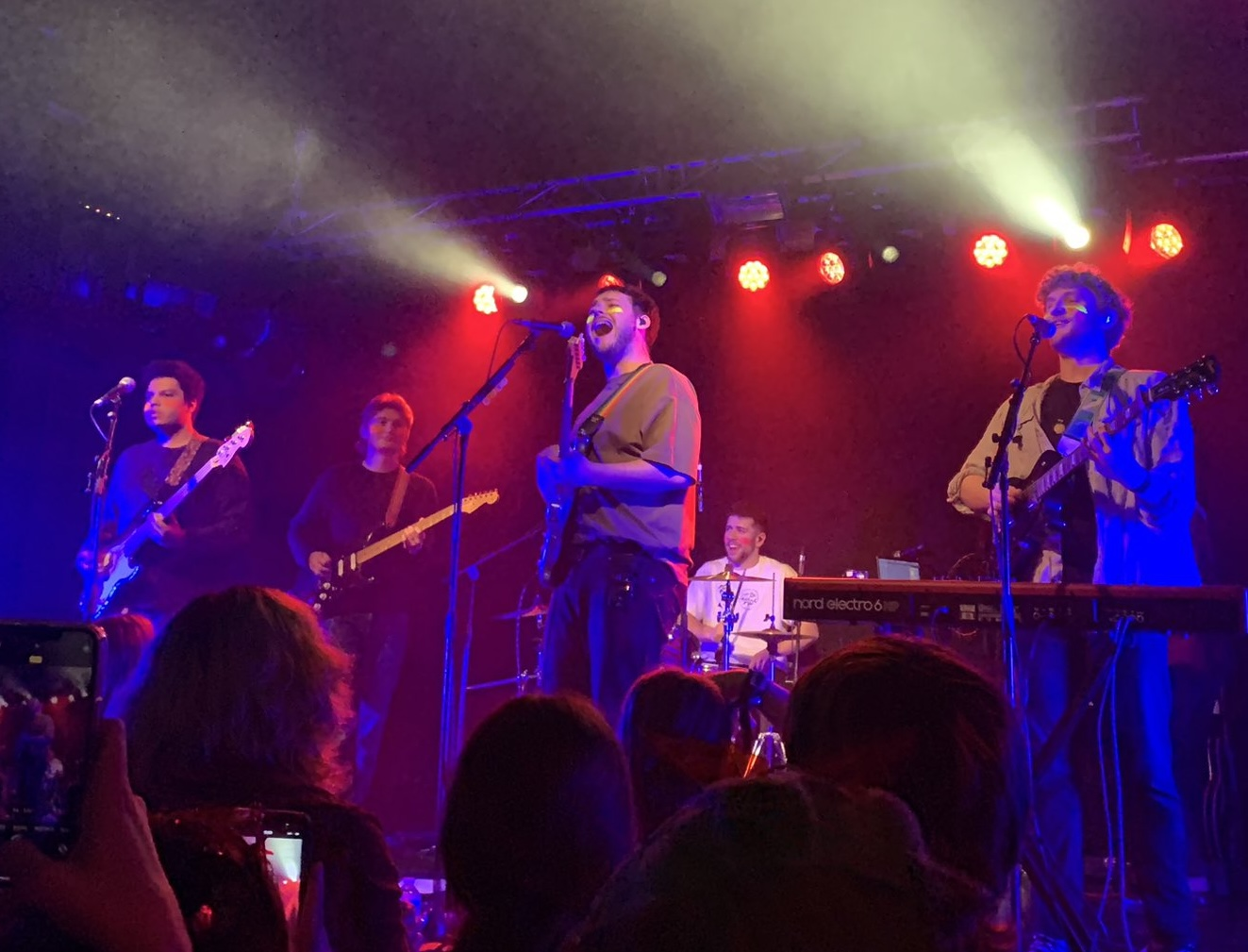
James Marriott, actuando en The Garage, 2023, con los miembros de la banda (de izquierda a derecha) Horsley, Gavin, Shakoori y Suter.

- James Marriott - voz, guitarra

### Miembros en vivo
Actuales
- Jago Shakoori - batería, glockenspiel (2021-presente) [5]
- Matt Gavin - guitarra solista (2021-presente) [5]
- Jono Suter - guitarra rítmica, teclados, coros (2021-presente) [5]
- Samuel Horsley - bajo, coros (2021-presente) [5]

## Discografía

### Álbumes
| Título            | Detalles del álbum                                                                     | Picos de posiciones en las listas | Picos de posiciones en las listas | Picos de posiciones en las listas |
| Título            | Detalles del álbum                                                                     | Reino Unido                       | Reino Unido indie                 | OCS                               |
| ----------------- | -------------------------------------------------------------------------------------- | --------------------------------- | --------------------------------- | --------------------------------- |
| Are We There Yet? | - Publicado: 10 de noviembre de 2023 - Formato: CD, digital, LP - Sello: Independiente | 17                                | 2                                 | 14                                |

### EPs
| Título         | Detalles                                                                   |
| -------------- | -------------------------------------------------------------------------- |
| No Left Brain  | - Publicado: 15 de enero de 2021 - Formato: Digital - Sello: Independiente |
| Bitter Tongues | - Publicado: 24 de junio de 2022 - Formato: Digital - Sello: Independiente |

### Sencillos
| Título               | Año  | Álbum              | Ref. |
| -------------------- | ---- | ------------------ | ---- |
| «Slow Down»          | 2020 | Sencillo sin álbum |      |
| «Him»                | 2021 | No Left Brain      |      |
| "Wake Up!"           | 2021 | Sencillo sin álbum |      |
| «Gold»               | 2021 | Bitter Tongues     |      |
| «Sleeping On Trains» | 2022 | Bitter Tongues     |      |
| «So Long»            | 2023 | Are We There Yet?  |      |
| «Romanticise This»   | 2023 | Are We There Yet?  |      |
| «Don't Blame Me»     | 2023 | Are We There Yet?  |      |

## Videos musicales
| Título                      | Año  | Director(es)                   | Ref.   |
| --------------------------- | ---- | ------------------------------ | ------ |
| «Him»                       | 2021 | Thomas Pearson, James Marriott | [ 29 ] |
| «Wake Up!»                  | 2021 | Will Dawson                    | [ 29 ] |
| «Gold»                      | 2021 | Ted Nivison                    | [ 29 ] |
| «Sleeping On Trains»        | 2022 | James Marriott                 | [ 29 ] |
| «Grapes»                    | 2022 | James Marriott, Ash Kabosu     | [ 29 ] |
| «So Long»                   | 2023 | Kieran Wall                    | [ 29 ] |
| «Romanticise This»          | 2023 | Maya Katherine, Orr Piamenta   | [ 29 ] |
| «Don't Blame Me»            | 2023 | James Marriott                 | [ 29 ] |
| «You Are Here»              | 2023 | Thomas Pearson                 | [ 29 ] |
| «Going Postal At The Party» | 2023 | Thomas Pearson                 | [ 29 ] |
| «Over My Head»              | 2023 | Thomas Pearson                 | [ 29 ] |
| «In Between»                | 2023 | Thomas Pearson                 | [ 29 ] |
| «The Other Side»            | 2023 | Thomas Pearson                 | [ 29 ] |
| «White Noise»               | 2023 | Thomas Pearson                 | [ 29 ] |
| «Denial»                    | 2023 | James Marriott                 | [ 29 ] |

## Giras

### Encabezadas
- Bitter/UK Tour (2023) [30]
- Australia Tour (2023) [31]
- Are We There Yet? Tour (2024) [32]

### Secundario
- Lovejoy – Inselaffe Tour (2023; tres espectáculos) [33]